# Pellenes lapponicus
Pellenes lapponicus es una especie de araña saltarina del género Pellenes, familia Salticidae. Fue descrita científicamente por Sundevall en 1833.
Habita en América del Norte, en Canadá (Alberta), Rusia, Austria, Suecia y Suiza.